# Comuna Sângeorgiu de Mureș, Mureș
Sângeorgiu de Mureș (mai demult Sângeorzul de Murăș, în maghiară Marosszentgyörgy) este o comună în județul Mureș, Transilvania, România, formată din satele Cotuș, Sângeorgiu de Mureș (reședința) și Tofalău.

## Demografie
Componența etnică a comunei Sângeorgiu de Mureș
     Maghiari (42,19%)
     Români (33,61%)
     Romi (1,85%)
     Alte etnii (0,32%)
     Necunoscută (22,04%)
Componența confesională a comunei Sângeorgiu de Mureș
     Ortodocși (30,76%)
     Reformați (23,04%)
     Romano-catolici (15,8%)
     Martori ai lui Iehova (1,63%)
     Unitarieni (1,62%)
     Greco-catolici (1,1%)
     Alte religii (2,78%)
     Necunoscută (23,27%)
Conform recensământului efectuat în 2021, populația comunei Sângeorgiu de Mureș se ridică la 9.688 de locuitori, în creștere față de recensământul anterior din 2011, când fuseseră înregistrați 9.304 locuitori. Cei mai mulți locuitori sunt maghiari (42,19%), cu minorități de români (33,61%) și romi (1,85%), iar pentru 22,04% nu se cunoaște apartenența etnică. Din punct de vedere confesional, cei mai mulți locuitori sunt ortodocși (30,76%), cu minorități de reformați (23,04%), romano-catolici (15,8%), martori ai lui Iehova (1,63%), unitarieni (1,62%) și greco-catolici (1,1%), iar pentru 23,27% nu se cunoaște apartenența confesională.

## Politică și administrație
Comuna Sângeorgiu de Mureș este administrată de un primar și un consiliu local compus din 17 consilieri. Primarul, Sándor-Szabolcs Sófalvi[*], de la Uniunea Democrată Maghiară din România, este în funcție din 2008. Începând cu alegerile locale din 2024, consiliul local are următoarea componență pe partide politice:
|  | Partid                                 | Consilieri | Componența Consiliului | Componența Consiliului | Componența Consiliului | Componența Consiliului | Componența Consiliului | Componența Consiliului | Componența Consiliului | Componența Consiliului | Componența Consiliului | Componența Consiliului | Componența Consiliului |
|  | -------------------------------------- | ---------- | ---------------------- | ---------------------- | ---------------------- | ---------------------- | ---------------------- | ---------------------- | ---------------------- | ---------------------- | ---------------------- | ---------------------- | ---------------------- |
|  | Uniunea Democrată Maghiară din România | 11         |                        |                        |                        |                        |                        |                        |                        |                        |                        |                        |                        |
|  | Partidul Social Democrat               | 2          |                        |                        |                        |                        |                        |                        |                        |                        |                        |                        |                        |
|  | Partidul Național Liberal              | 2          |                        |                        |                        |                        |                        |                        |                        |                        |                        |                        |                        |
|  | Alianța pentru Unirea Românilor        | 1          |                        |                        |                        |                        |                        |                        |                        |                        |                        |                        |                        |
|  | Opriș Mariana                          | 1          |                        |                        |                        |                        |                        |                        |                        |                        |                        |                        |                        |

## Simboluri
Actuala stemă al comunei Sângeorgiu de Mureș a fost adoptată de Guvernul României în 2009 cu numărul 319. Stema se compune dintr-un scut triunghiular cu marginile rotunjite, tăiat. Stema comunei se compune dintr-un scut triunghiular cu marginile rotunjite, despicat și trimbrat de o coroană murală de argint cu un turn crenelat. În partea superioară, în câmp albastru, se află Sfântul Gheorghe, patronul spiritual al comunei, ucigând balaurul de aur. În vârful scutului, în câmp verde, se află un brâu undat de argint care reprezintă râul Mureș. Soarele și Luna fac referire la bogata istorie a localităților comunei care se aflau în Scaunul Mureș.

## Atracții turistice
- Biserica Romano-Catolică din Sângeorgiu de Mureș
- Castelul "Máriaffy" din Sângeorgiu de Mureș
- Rezervația naturală "Stejarii seculari de la Sângeorgiu de Mureș" (0,1 ha)